# Інституційний інвестор
Інституційний інвестор (англ. institutional investor) — юридична особа, яка виступає в ролі власника грошових коштів (у вигляді внесків, паїв) і здійснює їх вкладення в цінні папери, нерухоме майно (в тому числі права на нерухоме майно) з метою отримання прибутку. До інституціональних інвесторів відносяться інвестиційні фонди, пенсійні фонди, страхові організації, кредитні спілки (банки). Інституційні інвестори забезпечують майже половину торгівлі на нью-йоркській фондовій біржі, торгуючи, як правило, великими пакетами акцій. У США існує поняття кваліфікованого інституціонального інвестора (Qualified institutional investor).